# 白木
| ウィキペディアには「白木」という見出しの百科事典記事はありません（タイトルに「白木」を含むページの一覧/「白木」で始まるページの一覧）。 代わりにウィクショナリーのページ「白木」が役に立つかもしれません。 |